# Dekanija Ribnica
Dekanija Ribnica je rimskokatoliška dekanija Nadškofije Ljubljana.

## Župnije
1. Župnija Dobrepolje - Videm
2. Župnija Dolenja vas
3. Župnija Draga
4. Župnija Gora pri Sodražici
5. Župnija Loški Potok
6. Župnija Ribnica
7. Župnija Rob
8. Župnija Sodražica
9. Župnija Struge
10. Župnija Sv. Gregor
11. Župnija Škocjan pri Turjaku
12. Župnija Turjak
13. Župnija Velike Lašče
14. Župnija Velike Poljane